# 점액 과다 분비
의학 분야에서 점액 과다 분비(mucorrhea 또는 mucorrhoea)는 대변을 통해 많은 양의 점액을 배출하는 것이다.
점액 과다 분비 또는 자궁경부 점액 과다 분비(cervical mucorrhea)라는 용어는 부인과에서도 사용되며 배란시 자궁경부 분비물이 증가하는 것을 의미한다.

## 관련 병리
단순한 점액 흔적은 정상적인 생리학이기 때문에 어떠한 병리의 표현이 아니지만 과도한 양의 물질은 단순히 항문의 과도한 자극으로 인해 발생할 수 있다.
배변 없이 점액을 과도하게 배출하는 것은 종양에서 유래한 항문 병변이나 대장염, 궤양성 대장염, 장내 미생물 불균형(dysbiosis), 임질, 음식 불내증, 만성 변비 등과 같은 병리를 나타낼 수 있다. 그러나 배변 시에 존재한다면 내부 병변의 증상일 수 있다. 이 경우 종양 덩어리 외에도 만성 염증성 질환이 있거나 변비, 치질, 항문 균열, 점막 직장 탈출증(prolapse, 탈출), 곧창자탈출(rectocele, 직장탈출, 곧창자탈출증)으로 인해 점액이 발생할 수 있다.
31명의 환자를 대상으로 한 연구에서는 고립성 직장 궤양 증후군(solitary rectal ulcer syndrome)이 있는 환자의 대부분이 점액 과다 분비를 보인다는 것을 보여준다. 고립성 직장 궤양 증후군이 있는 36세 여성을 대상으로 한 연구에서도 환자가 점액 과다 분비를 보인다는 것을 보여준다.
과민 대장 증후군 환자도 점액 과다 분비를 보인다.

## 같이 보기
- 항문관
- 궤양성 대장염
- 설사
- 견사 형성

## 참고 문헌
- Dionigi, Renzo (2006). 《Chirurgia basi teoriche e Chirurgia generale》 (이탈리아어). Milano: Elsevier-Masson. ISBN 978-88-214-2912-5.